# 미에 대학
미에 대학(일본어: 三重大学, Mie University)은 일본의 국립 대학이다. 대학 본부는 미에현 쓰시에 있다.

## 연혁
미에 대학은 1949년에 미에 사범학교(三重師範學校), 미에 청년 사범학교(三重靑年師範學校), 미에 농림 전문학교(三重農林專門學校)를 통합하여 설립되었다. 1972년에 미에 현립 대학(三重縣立大學)을 통합하였다.
- 1949년 : 미에 대학 발족 (학부: 학예학부, 농학부).
- 1966년 : 학예학부를 교육학부로 개명.
- 1969년 : 공학부 설치.
- 1972년 : 미에 현립 대학을 통합. 의학부, 수산학부 설치.
- 1983년 : 인문학부 설치.
- 1987년 : 농학부와 수산학부를 통합해 생물자원학부 설치.

이하, 미에 대학에 통합된 구 학교들의 연혁이다.
- 1873년 : 구 와타라이 현(度會縣)이 현 이세시에 가설 강습소(假講習所) 설립.
- 1874년 2월 : 와타라이 현 교원강습소로 개칭.
- 1874년 8월 : 와타라이 현 사범학교로 개칭.
- 1875년 : 미에현이 현 쓰시에 사범유조학교(師範有造學校) 설립.
- 1876년 4월 : 미에 현이 와타라이 현을 통합.
- 1876년 9월 : 사범유조학교를 쓰 사범학교(津師範學校)로, 와타라이 현 사범학교를 야마다 사범학교(山田師範學校)로 개칭.
- 1877년 : 쓰 사범학교가 야마다 사범학교를 통합. 미에 현 사범학교(三重縣師範學校)로 개칭.
- 1887년 : 미에 현 심상 사범학교로 개칭.
- 1898년 : 미에 현 사범학교로 개칭.
- 1904년 : 남자 사범학교와 여자 사범학교를 분리.
- 1943년 : 남자 사범학교를 여자 사범학교와 통합. 관립 미에 사범학교로 승격.
- 1945년 : 전쟁으로 인해 남자부 교사 소실.
- 1946년 : 남자부가 가라스 정(香良洲町)으로 이전.
- 1949년 : 미에 대학 학예학부가 됨.

- 1925년 : 미에 현 농업보습학교 교원 양성소(三重縣農業補習學校敎員養成所) 설립 (남자학교).
- 1928년 : 미에 현립 실업 교원 양성소(三重縣立實業敎員養成所)로 개칭.
- 1935년 : 미에 현립 청년학교 교원 양성소(三重縣立靑年學校敎員養成所)로 개칭.
- 1938년 : 미에 현립 여자 청년학교 교원 양성소(三重縣立女子靑年學校敎員養成所) 설립.
- 1944년 : 남자학교와 여자학교를 통합. 관립 미에 청년 사범학교로 승격.
- 1949년 : 미에 대학 학예학부 마쓰사카 분교(松阪分校)가 됨.
  - 1954년 : 마쓰사카 분교장(松阪分敎場) 폐쇄.

- 1921년 : 현 미에 대학 캠퍼스에 미에 고등 농림학교(三重高等農林學校) 설립.
학과: 농학과, 농업토목과, 임학과.
- 1944년 : 미에 농림 전문학교로 개칭.
학과: 농과, 농업토목과, 임과.
- 1946년 : 농산제조과 설치.
- 1949년 : 미에 대학 농학부가 됨.

의학부의 연혁
- 1876년 : 미에현 의학교(三重縣醫學校) 설립.
- 1886년 : 미에 현 의학교 폐쇄. 부속 병원이 미에 현 공립 병원(三重縣公立病院)이 됨.
- 1890년 : 사립 병원이 됨.
- 1910년 : 쓰시립 병원(津市立病院)이 됨.
- 1943년 : 미에 현립 의학 전문학교(三重縣立醫學專門學校) 설립.
쓰 시립 병원이 부속 병원이 됨.
- 1947년 : 대학령(大學令)에 의한 미에 현립 의과대학으로 승격. 예과 설치.
- 1948년 : 학부 설치.
- 1950년 : 미에 현립 대학에 포함됨.
- 1952년 : 신제 미에 현립 대학 의학부가 됨.

수산학부의 연혁
- 1947년 : 가라스 정(香良洲町, 현 쓰시)에 사립 미에 수산 전문학교(三重水産專門學校) 설립.
학과: 어업과, 수산제조과, 수산증식과.
- 1948년 : 학교 경영 악화.
- 1950년 : 미에 현립 대학 수산학부 설립.
- 1951년 : 미에 수산 전문학교 폐쇄.
교원들이 미에 현립 대학 수산학부로 이적.

미에 현립 대학
- 1950년 : 미에 현립 대학 발족.
학부: 수산학부, 의학부 (실체는 구제(舊制) 미에 현립 의과대학).
- 1952년 : 신제 의학부 발족.
- 1954년 : 어업학 전공과 설치.
- 1959년 : 대학원 의학연구과 설치.
- 1972년 : 미에 대학 의학부/수산학부가 됨.

## 캠퍼스
- 미에현 쓰시 구리마 마치야 초(栗眞町屋町) 1577.

## 조직

### 학부
- 인문학부
  - 문화학과
  - 법률경제학과
- 교육학부
  - 학교교육 교원양성 과정
  - 정보교육 과정
  - 평생교육 과정
  - 인간발달과학 과정
- 공학부
  - 기계공학과
  - 전기전자공학과
  - 분자소재공학과
  - 건축학과
  - 정보공학과
  - 물리공학과
- 생물자원학부
  - 자원순환학과
  - 공생환경학과
  - 생물권생명과학과
- 의학부
  - 의학과 (6년제)
  - 간호학과

### 대학원
- 인문사회과학 연구과 (석사 과정)
- 교육학 연구과 (석사 과정)
- 의학계 연구과
- 공학 연구과
- 생물자원학 연구과
- 지역 혁신(Innovation)학 연구과

### 부속기관
- 도서관
- 의학부 부속 병원
- 생물자원학 연구과 부속 기관
  - 부속 농장
  - 부속 연습림
  - 부속 수산실험소
  - 부속 연습선 〈세이스이마루〉(勢水丸)
- 교육학부 부속 학교 (초등학교, 중학교, 유치원, 특별지원학교)